# Mniochloa pulchella
Mniochloa pulchella är en gräsart som först beskrevs av August Heinrich Rudolf Grisebach, och fick sitt nu gällande namn av Mary Agnes Chase. Mniochloa pulchella ingår i släktet Mniochloa och familjen gräs. Inga underarter finns listade i Catalogue of Life.